# Dan Eldon
Dan Eldon (ur. 18 września 1970 w Londynie, zm. 12 lipca 1993 w Mogadiszu) – angielski fotoreporter. Wraz z trzema kolegami-dziennikarzami został zabity przez rozgniewany tłum Somalijczyków. Pozostawił szereg dzienników, które jego rodzina pokazywała po jego śmierci na całym świecie na wystawie.
Gdy miał 7 lat, rodzice przenieśli się do Nairobi w Kenii. Jego matka pracowała tam jako dziennikarka. Dan od wieku 12 lat zamieszczał swoje zdjęcia w kenijskiej prasie. Chodził do nowoczesnej międzynarodowej szkoły International School of Kenya. W wieku 15 lat zaczął tworzyć dzienniki wypełnione kolażami, zdjęciami, rysunkami, satyrą. Pokazywał je tylko kilku osobom.
Odwiedził 46 krajów, uczył się siedmiu języków. W 1988 roku wyjechał do USA, do pracy w magazynie Mademoiselle. Studiował na University of California w Los Angeles i założył organizację charytatywną Student Transport Aid pomagającą krajom afrykańskim.
W lecie 1992 roku nasilała się klęska głodu w Somalii. Dan poleciał do obozów uchodźców w Kenii. Zatrudnił go Reuters. Był obecny w Mogadiszu podczas lądowania amerykańskich oddziałów. Jego zdjęcia z Somalii trafiały odtąd na okładki gazet i czasopism całego świata.
Zginął 12 lipca 1993 roku podczas walk między Amerykanami a siłami Aidida, gdy pomyłkowy ostrzał z helikopterów zabił 50 cywilów. Tłum pobił i ukamienował przebywającą w pobliżu czwórkę reporterów.
W 1998 roku powstał film dokumentalny o Eldonie pt. Fotografia ze śmiercią w tle (ang. Dying to Tell the Story).
W 2016 roku powstał film The Journey Is the Destination w reżyserii Bronwena Hughesa opowiadający historę Eldona.

## Publikacje
- Eldon, Dan. Kathy Eldon. ed. The Journey is the Destination. ISBN 0-8118-1586-2.
- New, Jennifer. Dan Eldon: The Art of Life. ISBN 0-8118-2955-3.